# Eodiaptomus phuphanensis
Eodiaptomus phuphanensis is een eenoogkreeftjessoort uit de familie van de Diaptomidae. De wetenschappelijke naam van de soort is voor het eerst geldig gepubliceerd in 2001 door Sanoamuang.